# Вітленд (Індіана)
Вітленд (англ. Wheatland) — місто (англ. town) в США, в окрузі Нокс штату Індіана. Населення — 390 осіб (2020).

## Географія
Вітленд розташований за координатами 38°39′48″ пн. ш. 87°18′23″ зх. д. / 38.66333° пн. ш. 87.30639° зх. д. (38.663223, -87.306253).  За даними Бюро перепису населення США в 2010 році місто мало площу 1,06 км², уся площа — суходіл.

## Демографія
Згідно з переписом 2010 року, у місті мешкало 480 осіб у 191 домогосподарстві у складі 132 родин. Густота населення становила 452 особи/км².  Було 220 помешкань (207/км²).
Расовий склад населення:
| - 97,9 % — білих - 0,2 % — корінних американців - 0,2 % — чорних або афроамериканців |

До двох чи більше рас належало 1,7 %. Частка іспаномовних становила 2,9 % від усіх жителів.
За віковим діапазоном населення розподілялося таким чином: 27,1 % — особи молодші 18 років, 60,4 % — особи у віці 18—64 років, 12,5 % — особи у віці 65 років та старші. Медіана віку мешканця становила 36,0 року. На 100 осіб жіночої статі у місті припадало 98,3 чоловіків;  на 100 жінок у віці від 18 років та старших — 92,3 чоловіків також старших 18 років.
Середній дохід на одне домашнє господарство  становив 46 668 доларів США (медіана — 42 422), а середній дохід на одну сім'ю — 53 746 доларів (медіана — 51 875). Медіана доходів становила 35 489 доларів для чоловіків та 32 500 доларів для жінок. За межею бідності перебувало 9,3 % осіб, у тому числі 4,6 % дітей у віці до 18 років та 0,0 % осіб у віці 65 років та старших.
Цивільне працевлаштоване населення становило 216 осіб. Основні галузі зайнятості: освіта, охорона здоров'я та соціальна допомога — 36,6 %, виробництво — 15,3 %, сільське господарство, лісництво, риболовля — 12,0 %.